# Dolînivka, Cemerivți
Dolînivka (în ucraineană Долинівка) este un sat în comuna Hukiv din raionul Cemerivți, regiunea Hmelnîțkîi, Ucraina.

## Demografie
Componența lingvistică a localității Dolînivka
     Ucraineană (100%)
Conform recensământului din 2001, toată populația localității Dolînivka era vorbitoare de ucraineană (100%).